# Fasces
- Vänster: Spöknippe med centeryxa.
- Center: Svenska polisens heraldiska vapen: lilla riksvapnet med två korsade spöknippesyxor och eklövskrans.
- Höger: Romersk fascis med sidbila.

Fasces (av latinets fasces, [ˈfaskes]/klassisk latin, [ˈfaʃːes]/senlatin/; plural av fascis: "bunt", "knippe"), även kallat spöknippe eller liktorknippe, är sammanbundna knippen av träspön som fungerat som maktsymbol i över 2500 år. Fasces kan spåras till etruskerna, men är mer kända för att ha burits av de romerska liktorerna framför högre ämbetsmän. Ofta har den en instucken yxa eller bila – och kallas då även "spöknippesyxa" eller "spöknippe med bila" faces cum securibus – som i fält symboliserade befälhavarens rätt att straffa med döden. Fasces togs upp som politisk symbol under franska revolutionen och användes senare av de italienska fascisterna – som fick sitt namn utifrån symbolen – men förekommer även i till exempel den svenska polisens heraldiska vapen och den norska polisens heraldiska vapen.

## Antiken
Den äldsta upphittade fasces-symbolen kommer från Vetulonia i Etrurien, med en dubbelbladig yxa som ombundits av käppar. Detta stämmer med romerska författares uppgifter att symbolen ursprungligen lånades från etrurierna. Under den romerska kungatiden omgavs kungen av tolv liktorer som alla bar varsin fasces som tecken på kungens odelade makt (hans imperium), och i synnerhet rätten att utdela kroppsstraff, inklusive dödsstraff. Dessa kallades också för "liktorknippen". Vid övergången till republik år 509 f.Kr. övertog konsulerna rätten att omges av liktorer med fasces. Till en början turades de om att inneha rätten att bruka tecknet, och inne i Rom skulle yxan tas bort och knippena hållas sänkta inför de politiska församlingarna. Möjligen var det vid denna tidpunkt som dubbelyxan blev en enkelyxa för att konsulerna skulle få varsin egg.
Under 300-talet f.Kr. ändrades synen på imperium, som ej längre var helt och odelbart, och det nyskapade pretorsämbetet medförde rätten till liktorer med fasces, samtidigt som konsulerna kunde delegera imperium till andra medborgare. År 191 f.Kr. bör det ha funnits åtminstone cirka 132 liktorer med fasces i Rom eller i fält. Antalet fortsatte att öka, och även personer utan imperium kunde få rätten till liktorer. Det finns en inskrift från 76 e.Kr. som meddelar att det då fanns ca 370 liktorer i Rom.
Symbolen tycks inte ha burit på positiva associationer för de flesta. Den förekom mycket sparsamt på mynt fram till och med Nerva regering, och under tiden därefter främst som en detalj i utrustningen hos liktorer som omgav kejsaren eller utövade filantropi. År 150 f.Kr. nämner historiken Polybios att en av det erövrade Greklands största olyckor var att symbolen skulle in innanför stadsportarna på tidigare fria städer.
Efter en seger smyckades ofta en fältherres eller kejsares fasces med en instucken lagerkvist eller vid knippet fäst lagerkrans. De med socialt lägre rang uppvisade symbolen för att makterna skulle markera deras överhöghet; till exempel fick lägre ämbetsmän förvissa sig om fasces från högre ämbetsmän. Vid en fältherres likfärd bars fasces ibland vänd upp och ner, det vill säga med bilan neråt.

## Modern tid

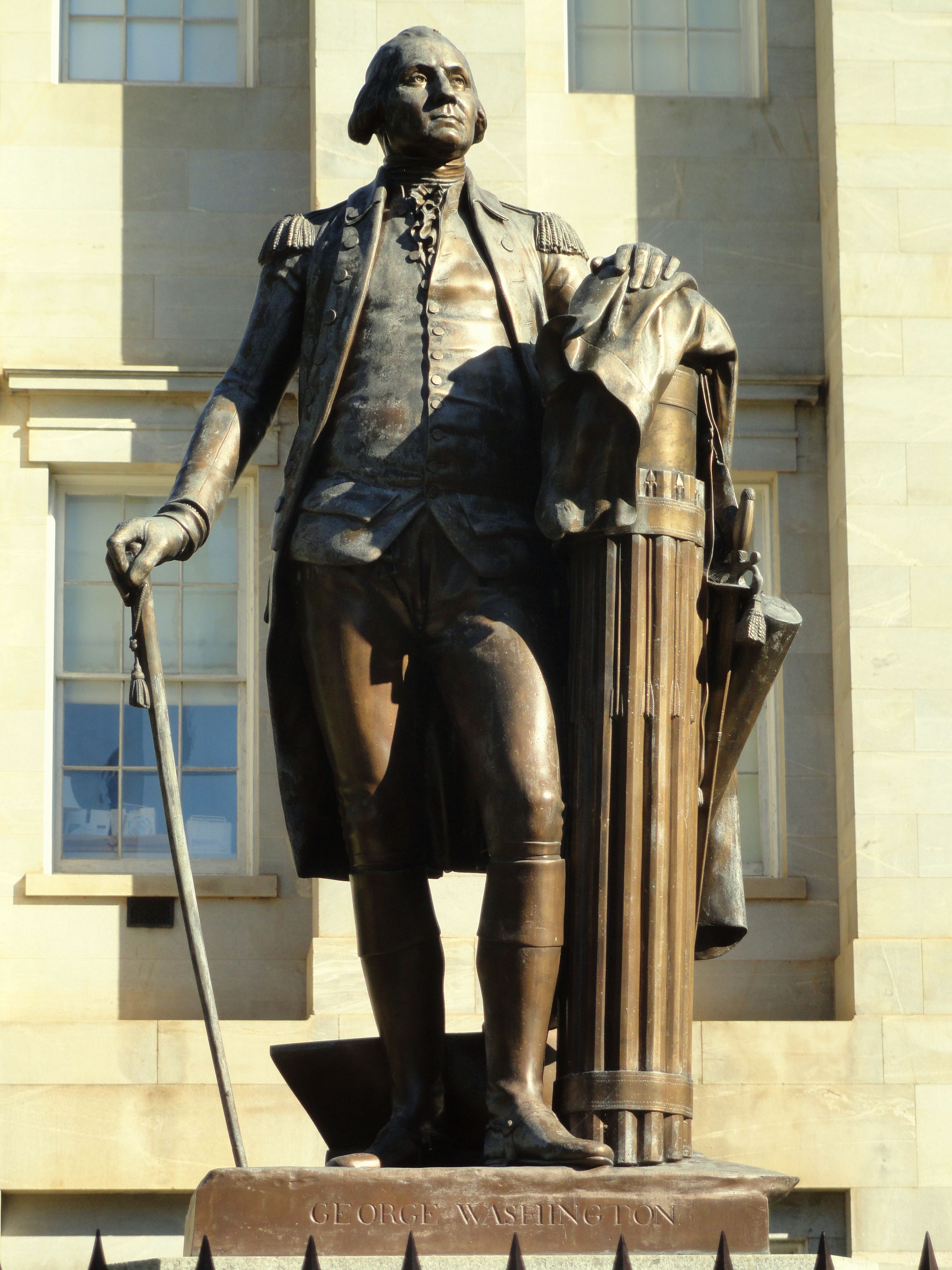
Staty av USA:s första president George Washington med ett spöknippe.

Kännedomen om fasces levde kvar under medeltiden, även om den inte användes som symbol. Under renässansen började den åter användas, först i konstverk med gammalromerskt motiv, och sedan som symbol för rättvisa, främst av olika påvar. Under 1600-talet började fasces även associeras med Aisopos fabel om den gamle mannen som visade sina söner hur träspön enkelt kunde brytas ett och ett men sammanbundna var betydligt segare. Vid mitten av århundradet kunde fasces användas som attribut för endräktens gudinna Concordia. Kardinal Jules Mazarin använde den som heraldiskt emblem och ville få symbolen att snarast syfta på gott styre.
Under franska revolutionen kom fasces på allvar att bli en politisk symbol för enighet och rättvisa, men även makt och styrka. Även i de nyutropade förenta staterna kom symbolen att tas upp. Under 1800-talet tycks symbolen främst använts av nordstaterna, som ett symbol för unionens sammanhållning och för motstånd mot slaveriet. Lincoln-monumentet i Washington DC visar därför hur Abraham Lincoln vilar händerna på sammanbundna spöknippen, dock utan yxor.

## Fascismen
Benito Mussolinis Nationella fascistparti fick egentligen inte sitt namn direkt från fasces, utan från ett tämligen vanligt ord för politiska grupperingar runt sekelskiftet 1900, fasci, ”kärvar”, vilket gav upphov till det nedsättande uttrycket fascisti (”fascister”). Mussolini tog upp benämningen och gjorde den till sin år 1919, och började samtidigt använda fasces som politisk symbol. När han kommit till makten placerades fasces som utsmyckning på allt från cigarettpaket till offentliga byggnader.
Idag används fasces även av en del amerikanska vit makt-grupperingar, som varandes mindre uppenbart befläckad än svastikan och samtidigt en symbol som den amerikanska regeringen tidvis använt.

## Sverige
Även under nya tiden har en fasces ofta symboliserat statsmakten och förekommer därför i den variant av lilla riksvapnet som den svenska polismyndigheten använder. Såväl svenska ordningsvakter, som den svenska militärpolisen och den tidigare svenska  beredskapspolisen, har fasces i sina symboler. Fasces ingår även i symbolen för polisen i Norge. Även på ordningsvaktsemblemet finns det två korslagda fasces. Den förekommer också i Frankrikes statsvapen.

## Bildexempel

Frankrikes statsvapen
Blasonering av Svenska polisens heraldiska vapen: lilla riksvapnet med två korsade spöknippesyxor och eklövskrans
Norska polisens vapen med fasces på var sin sida om skölden
Nationalitetsmärke (övre högervinge, undre vänstervinge) för det kungliga italienska flygvapnet (Regia Aeronautica Italiana) under andra världskriget